# Медична маска

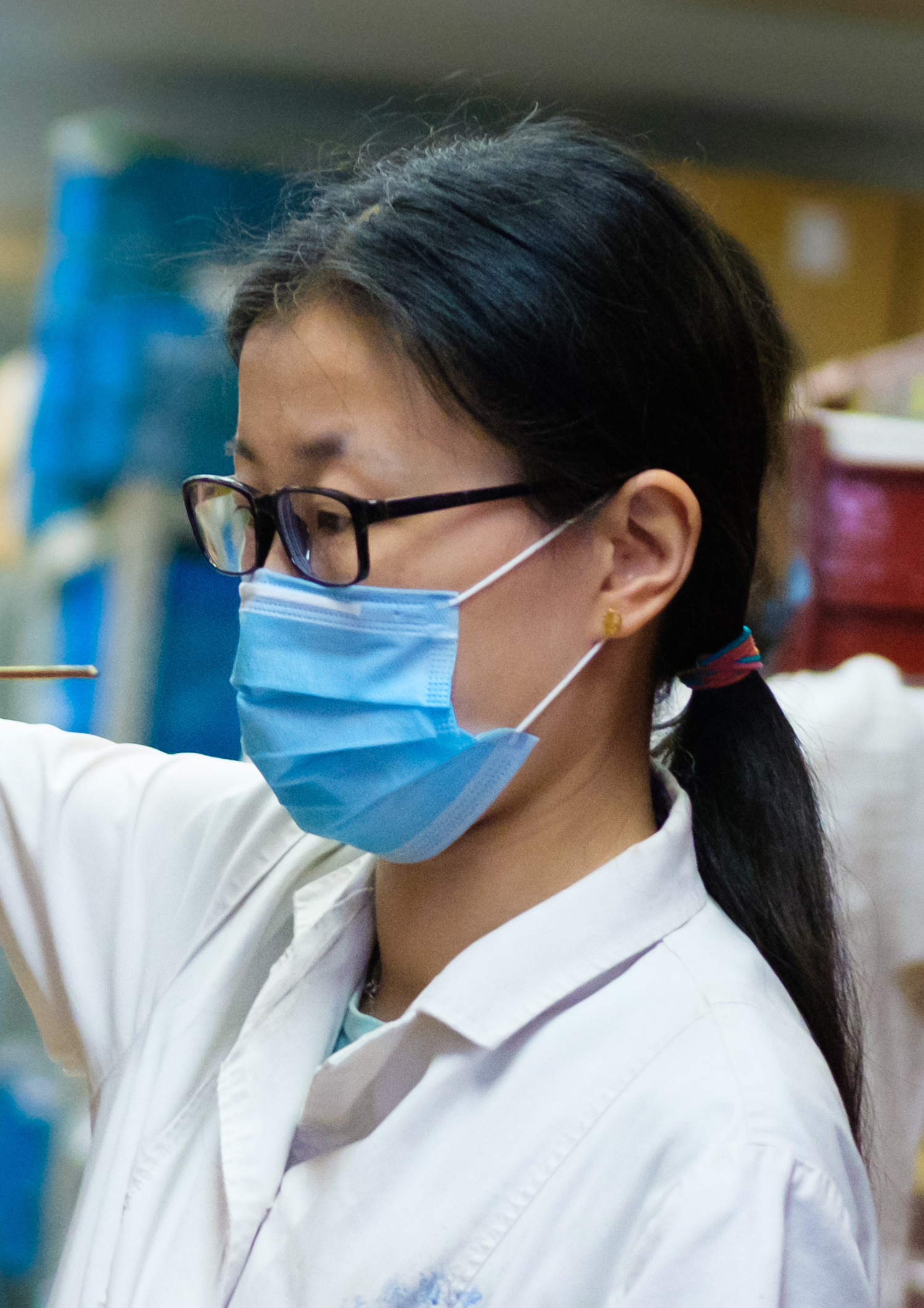
Медична працівниця в масці

Медична маска — медичний виріб, який забезпечує захисну перешкоду для зменшення поширення інфекцій, котрі передаються повітряно-крапельним шляхом, маска-пов'язка на обличчя, що закриває рот і ніс. Зазвичай є одноразовою.
Хірургічна маска — медичний виріб, який прикриває рот, ніс і підборіддя, утворюючи бар'єр для прямого передавання інфекцій між персоналом і пацієнтом.
Переважно, складається з шару фільтра, який розташовується між двома зовнішніми шарами (тришарові маски), а також одного затискача, що забезпечує щільне прилягання маски до обличчя (іноді застосовується два фіксатори). Може містити додаткові елементи залежно від призначення, наприклад, додатковий внутрішній шар з гідрофобного матеріалу і екран для захисту від потрапляння біологічних рідин (чотиришарові маски) або спеціальну плівку для захисту від запотівання окулярів. Закріплюється на обличчі за допомогою розтяжних вушних петель або поворозок.
Рівень ефективності[⇨] залежить від низки факторів, насамперед, від захисних властивостей матеріалів фільтрів, а також посадки (типу збірки), яка може давати різну щільність прилягання маски до обличчя.

## Історія
Прототипом медичної маски можна вважати дзьобоподібну шкіряну маску чумного лікаря, що з'явилася у середньовіччі в Європі під час епідемії бубонної чуми: дзьоб наповнювали ароматичними солями, лікарськими травами і часником, щоб захистити лікаря від нудотного запаху плоті, що розкладається, створити антибактеріальне середовище усередині маски, а отвори для очей закривали склом.
На початку XIX століття в ролі маски стали використовувати пов'язку з вовни з клапаном.
На початку XX століття з'явилися маски з бавовняних фільтрів, після того як Шредером, на основі дослідів Пастера про поширення мікроорганізмів, була доведена їх дієвість. Значне поширення маски отримали на початку XX століття, в часи «іспанки» — смертоносної епідемії грипу. У 1920-х роках стало обов'язковим використання марлевих пов'язок працівниками медичних установ.
З кінця XX століття найбільшого поширення дістали одноразові медичні маски з полімерно-волоконних нетканих матеріалів.

## Класифікація

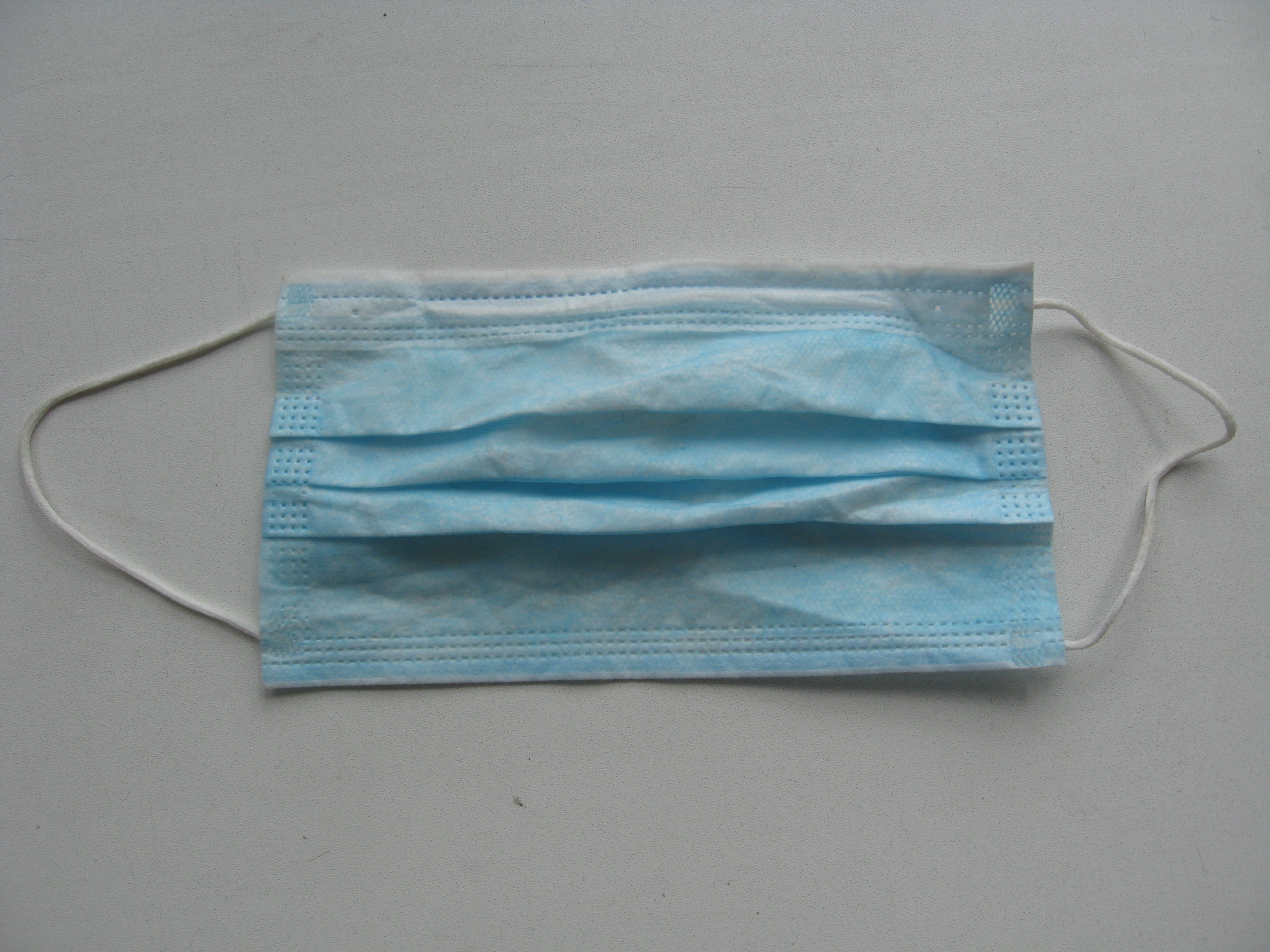
Хірургічна маска з гумовими лямками, які зачіплюють за вуха

Маски з нетканих матеріалів насамперед, класифікуються за призначенням: два основних класи — процедурні (повсякденні) і спеціалізовані (хірургічні). Процедурні маски — це звичайні одноразові медичні маски, що складаються з трьох шарів нетканого матеріалу: фільтр (посередині) і два зовнішніх шари. Залежно від розміру маски, розрізняють дорослі (розмір 175×95 мм) і дитячі (розмір 140×80 мм). Спеціалізовані — це чотиришарові хірургічні маски, які, крім фільтра і двох зовнішніх шарів, мають проти-рідинний шар, що забезпечує захист шкіри обличчя від потрапляння на нього біологічних рідин під час проведення операційних втручань (операцій). Хірургічні маски можуть бути з екраном і без нього.
Також розрізняють стерильні та нестерильні медичні маски. Нестерильні медичні маски використовуються в повсякденному житті, оскільки маска стикається тільки з зовнішніми шарами шкіри, то додаткові дезінфекційна обробка їй не потрібна. Стерильні маски застосовуються лише в «чистих приміщеннях»: операційні, дослідницькі лабораторії та подібні. Використання в звичайних приміщеннях таких масок недоцільно, бо вони миттєво втрачають свої стерильні властивості.

## Тривалість носіння
Тривалість носіння маски варіюється від 1 до 2 годин, залежно від зовнішніх умов. У часи епідемій або в лікувальних закладах рекомендується використовувати маску не більше двох годин. У разі якщо маска застосовується для захисту від якихось техногенних факторів, наприклад від смогу, то час носіння може становити до 6 годин.[джерело?]

## Ефективність

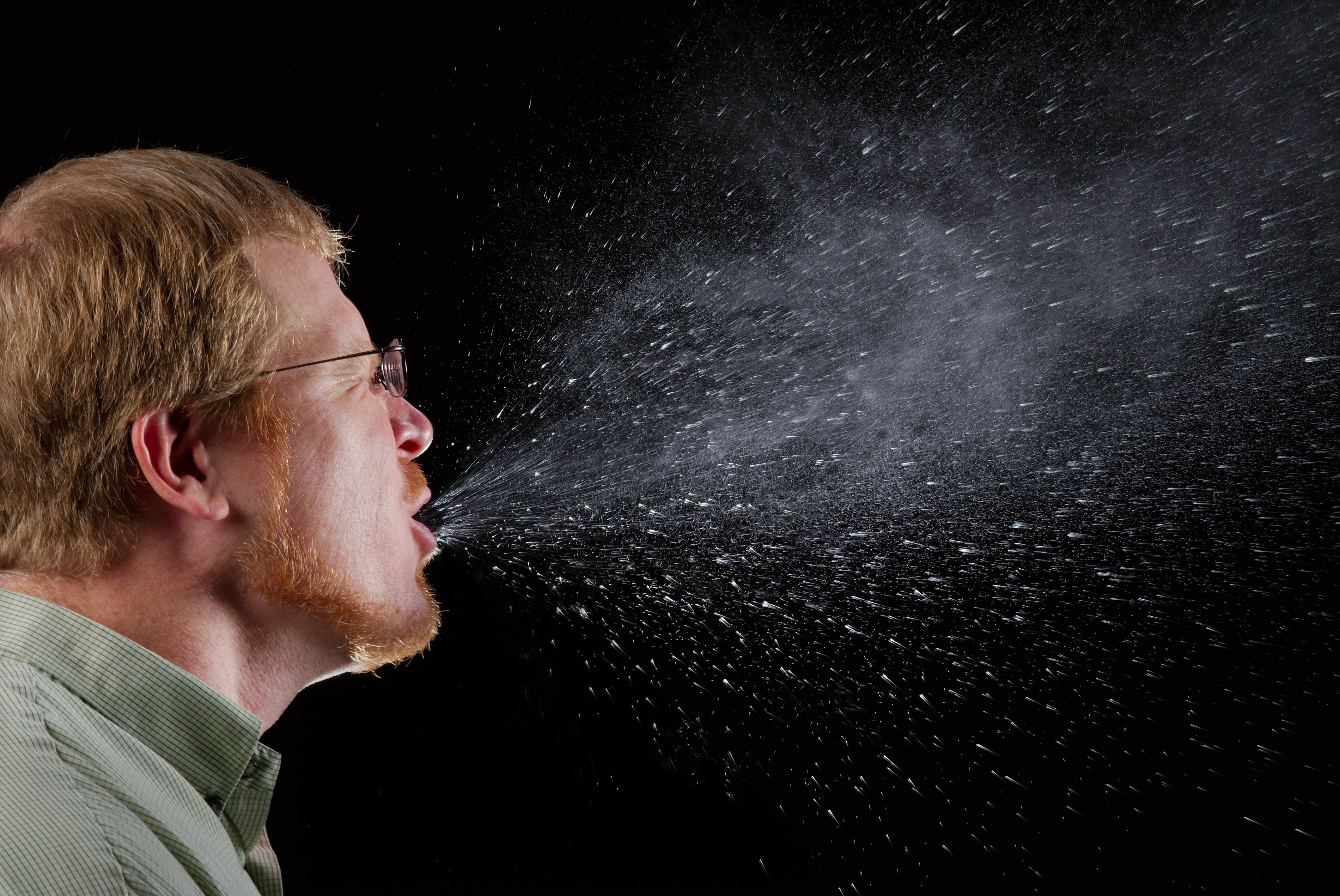
За відсутності перешкод (хірургічних масок), хворий, що кашляє і чхає, забруднює повітря інфекційним аерозолем, небезпечним для оточення

Було проведено декілька рандомізованих клінічних випробувань медичних масок у громадських місцях і медичних установах.
При проведенні випробувань медичних масок у громадських місцях у восьми з дев'яти випадків, маски використовувалися для захисту органів дихання здорових людей від бактерій і вірусів, що передаються повітряно-крапельним шляхом. У підсумку було виявлено, що медичні маски можуть перешкоджати зараженню в громадських місцях, за умови завчасного використання.

Підсумки епідеміологічних досліджень, проведених серед працівників медичних установ, не виявили значної відмінності в захворюваності медичних працівників, які використовували низькоефективні респіратори-півмаски і тими котрі застосовували медичні маски за схожих умов.

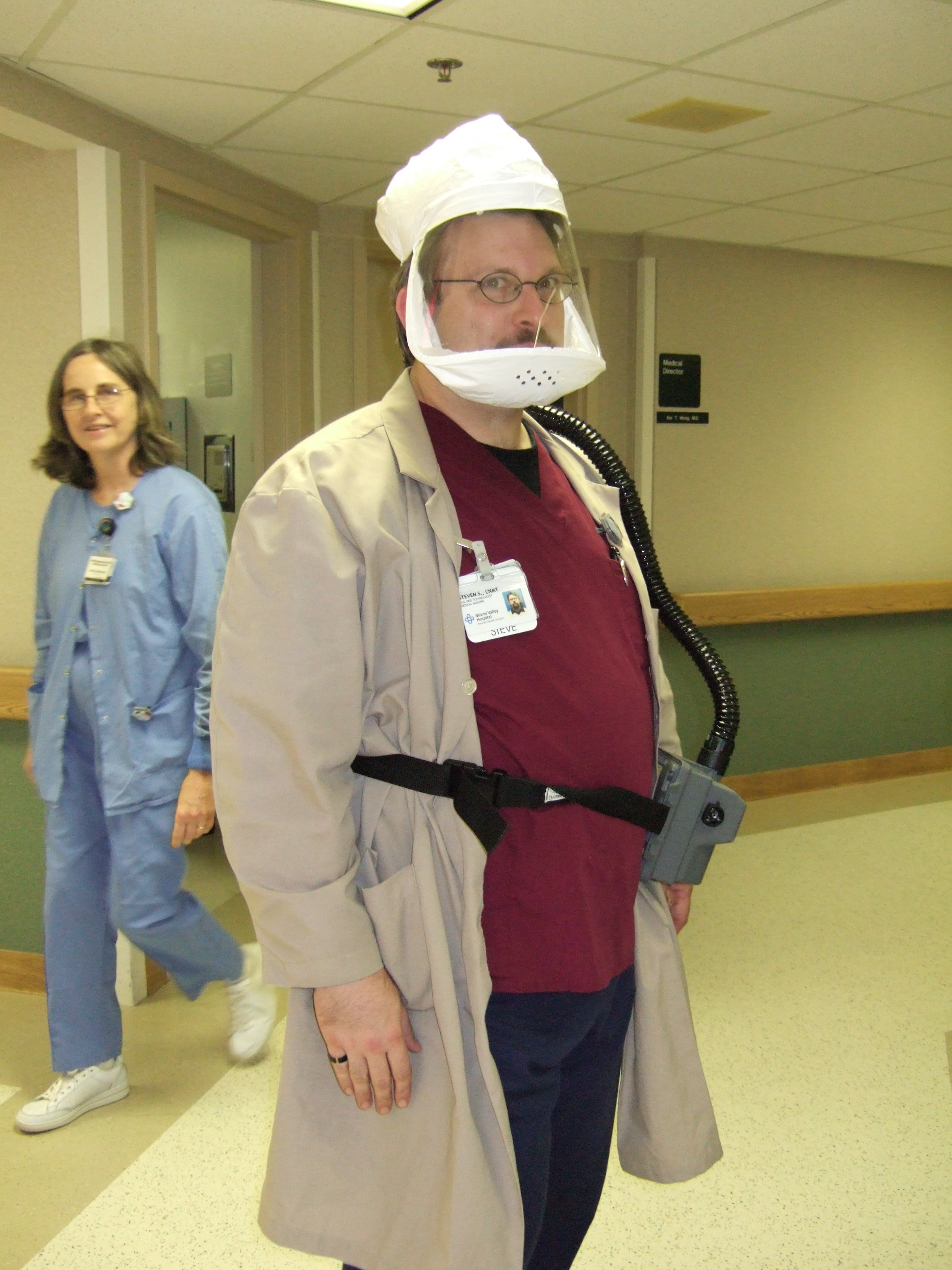
Респіратор (PAPR), оснащений фільтром HEPA, та примусовим подаванням повітря під маску, який використовується для захисту від повітряних або аерозольних збудників, таких як туберкульозні бактерії й віруси.

Тим не менше, Всесвітня організація охорони здоров'я рекомендує використовувати медичні маски для боротьби з пандемічним грипом та гострими респіраторними захворюваннями при низькому ризику зараження, в ситуаціях високого ризику зараження, зокрема туберкульозом, рекомендується застосовувати респіратори N95 або PAPR. На загальну дієвість захисту також може впливати дотримання правил особистої гігієни.

### Суперечки щодо ефективності масок під час пандемії COVID-19
Пандемія, викликана коронавірусом SARS-CoV-2, що передається повітряно-крапельним шляхом, викликала дискусії та суперечливі рекомендації щодо використання медичних масок. Так, ВООЗ не рекомендувала носити маски людям, котрі не мають симптомів респіраторного захворювання і не перебувають у щільній взаємодії з хворими. Цю рекомендацію поширювала більшість національних установ галузі охорони здоров'я, зокрема, українське МОЗ. Натомість, у країнах та регіонах, які заохочували носіння, навіть найпростіших саморобних дво-тришарових тканинних масок, спостерігалася значно менша стрімкість поширення пошесті через взаємодію в громадських місцях. Дослідження, проведене в Ісландії довело, що використання масок особливо важливе саме у разі коронавірусної хвороби 2019, перебіг якої може до двох тижнів тривати безсимптомно, якщо ж такі несвідомі носії хвороби застосовують маски, ризик зараження для оточуваних, суттєво знижується. Нарешті, досвід Чехії та Гонконгу, де громадянське суспільство масово долучилося до виготовлення захисних масок, показує, що звичай «маска для кожного» не означає невідворотної нестачі засобів захисту для медичних працівників.

#### Державний контроль
У більшості країн, під час пандемій, що можуть передаватись повітряно-крапельним шляхом, передбачається різного виду відповідальність за неносіння масок.
Наприклад в Україні, у період пандемії 2020 року, застосовувалась сплата штрафу у розмірі 170—255 гривень у разі відсутності на обличчі засобу особистого захисту.